# Bongnae-myeon, Goheung-gun
Bongnae-myeon (koreanska: 봉래면) är en socken i Sydkorea. Den ligger i kommunen Goheung-gun i provinsen Södra Jeolla i den södra delen av landet, 350 km söder om huvudstaden Seoul.
Bongnae-myeon består av ön Oenarodo och kringliggande mindre öar. Rymdbasen Naro Space Center ligger i Bongnae-myeon.